# John Winthrop
John Winthrop (Edwardstone, Suffolk, Inglaterra, 12 de enero de 1588-Boston, Colonia de la Bahía de Massachusetts, 26 de marzo de 1649) fue un líder político colonial inglés, el primer gobernador de la Colonia de la Bahía de Massachusetts.
En 1629 se unió a la compañía de Massachusetts y fue elegido gobernador de la colonia que debió establecerse en Nueva Inglaterra. Siendo un ferviente puritano, vislumbró una colonia basada en sus creencias religiosas. Guio a los colonizadores a su llegada a Norteamérica en 1630 y fue designado gobernador 12 veces entre los años 1631 y 1648. 
Aunque fue muy respetado, lo criticaron por oponerse a la formación de una asamblea representativa (1634) y las limitaciones de la colonia sobre libertad religiosa fueron censuradas por Roger Williams y Anne Hutchinson. Su hijo, John Winthrop el Joven (1606–1676), fue un gobernador influyente de Connecticut (1659–1676).